# Jean Humbert (poète)
Pour les articles homonymes, voir Jean Humbert et Humbert.
 (avril 2016).
Si vous disposez d'ouvrages ou d'articles de référence ou si vous connaissez des sites web de qualité traitant du thème abordé ici, merci de compléter l'article en donnant les références utiles à sa vérifiabilité et en les liant à la section « Notes et références ».
Jean Humbert, né à Cusset (Allier) près de Vichy le 27 novembre 1933 et mort le 24 novembre 2016 à La Rochelle, est un poète français.

## Biographie
Après son enfance et son adolescence en Bourbonnais, il devient instituteur puis professeur de mathématiques, et est nommé en 1963 à la Rochelle où il a vécu jusqu'à son décès.
Il est auteur de recueils de poèmes, de nouvelles, d’essais.
Élu à l’Académie de la Rochelle en 1971, il en est nommé vice-président.
Il a donné de nombreuses conférences sur des sujets divers tels que : Simenon, Brassens, l’histoire, la poésie, quelques quartiers parisiens. Le texte de plusieurs d’entre elles a été publié dans les Annales de l’Académie.
Il a obtenu huit prix littéraires dont deux décernés par l’Académie française.
Il a entretenu une correspondance avec différents écrivains : Pierre Menanteau, Marcel Arland, Michel Suffran, Robert Sabatier.
Amoureux des paysages marins et de la Charente-Maritime à laquelle il a consacré deux ouvrages, il demeure néanmoins attaché à son Bourbonnais natal.
Yves Vessière a mis en musique certains de ses poèmes et les a enregistrés sous le titre : « La fenêtre dans l’herbe ».

## Publications

### Œuvres de poésie
Aux Éditions du Quartier latin, la Rochelle :
- Petite Lumière, 1969 (BNF 33046682)
- Mon royaume est de ce monde, 1970 (BNF 35142583)
- La Fenêtre dans l’herbe, 1971 (BNF 35204804)
- Sonatine pour les amours (prix Emile-Blémont de la Maison de poésie), 1972 (BNF 34575593)
- De sel de terre et d’eau, 1974 (BNF 35147066)

- Prix du Docteur-Binet-Sanglé de l’Académie française
- Les Cernes des jours (grand prix de l’Académie du Vernet), 1975 (BNF 34570627)
- Piège à nuages (prix Fernand-Dauphin de la Maison de poésie), 1982 (BNF 34640584)
- L’Étincelle volée (couronné par l’Académie française), 1982 (BNF 34852663)

- Prix Sivet 1983 de l’Académie française
- Comme un qui s’est perdu (prix Athanor), 1986 (BNF 34875195)
- Eté (couronné par la Société des poètes français), 1989 (BNF 35024078)
- Où sont tous les soleils, 1995 (BNF 35821621)
- Chansons pour une arrière-saison, 2000  (ISBN 2-85230-015-X)
- La Barque partie, 2003

Aux Éditions Caractères, Paris :
- Sur l'échiquier de cet été (couronné par la Société des poètes français), 1977 (BNF 34695545)

Aux Éditions des Amis du Vieux-Cusset :
- La Poussière et la Cendre,  2014

### Nouvelles
- À la guerre comme à la guerre, 2007 (Quartier latin)  (ISBN 978-2-85230-017-0)
- C’est une chose trop grave, 2012 (Amis du Vieux-Cusset)

### Essais
- Île de Ré, d’ombres et de lumières (Éditions Mélusine), préface de Marcel Arland, 1974 (BNF 34677214)
- Charente-Maritime : Portraits de famille (Éditions Verseau) (BNF 36161155)  (ISBN 2-903870-81-0)